# Steven Berghuis
Steven Berghuis (* 19. prosince 1991 Apeldoorn) je nizozemský fotbalový záložník a křídlo. Hraje za AFC Ajax a reprezentaci.
Začal hrát v FC Twente, za které odehrál v letech 2011–2012 osm zápasů a vstřelil branku. V roce 2012 byl na hostování ve VVV-Venlo. Postupně hrál za AZ Alkmaar, Watford FC a Feyenoord, kde strávil 5 let a odehrál 149 zápasů. S Feyenoordem vyhrál Eredivisii 2016/2017. Od roku 2021 hraje za Ajax, s kterým vyhrál ligu v sezóně 2021/2022. V sezóně 2019/20 se stal s Cyrilem Desserem nejlepším střelcem ligového ročníku. V roce 2015 debutoval za reprezentaci, předtím hrál ve výběrech do 19, 20 a 21 let.
Berghuisův otec Frank a bratr Tristan byli také fotbalisté.
Hrál na Mistrovství Evropy ve fotbale 2020 a Mistrovství světa ve fotbale 2022.